# Игралиште Бечког атлетског спортског клуба
Игралиште Бечког атлетског спортског клуба је фудбалско и спортско игралиште Винер Атлетикспорт клуба (ВАК), основаног 1896. године.

## Историја игралишта
ВАК-Плац је најстарији фудбалски терен изграђен на језуитској ливади која се налази на месту поред данашњег стадиона Пратер у Бечу. Језуитска ливада је имала травнато фудбалско игралиште, 8 травнатих тениских терена, стазу за трчање и бициклистичку стазу, као и клупску кућу у стилу вила са дрвеним оквиром која је служила спортистима.
Између 1901. и 1903. на фудбалском терену одржане су прве утакмице аустријске лиге, утакмице аустријског Купа и финала.
Од почетка 20. века до 1920-их био је највећи фудбалски спортски терен на европском континенту. Дана 12. октобра 1902. године пред око 500 гледалаца одиграна је прва утакмица између репрезентација Аустрије и репрезентације Мађарске, која се завршила победом Аустрије од 5:0, што је уједно био и први званични сусрет аустријске репрезентације а такође и мађарске. Гледалиште стадиона се континуирано ширило, а 2. јуна 1918. опет су се састале ове две репрезентације, али овога пута пред пред 25.000 гледалаца, што је била највећа посета и завршила се победом Мађарске са резултатом од 2 : 0.. До 1920. године од 16 репрезентативних утакмица Аустрије, Мађарска је била 14. пута противник. Национални стадион, изграђен 1920. године, постао је место одржавања утакмица репрезентације. Фудбалска репрезентација Аустрије га је годинама користила као полигон. Данас се ово подручје користи за тренинге и слободне активности..

## Међународне утакмице фудбалске репрезентације Аустрије на терену ВАК−а
| Датум      | Гледалаца | Противник  | Резултат |
| 12.10.1902 | 500       | Мађарска   | 5:0      |
| 11.10.1903 | 600       | Мађарска   | 4:2      |
| 27.04.1913 | 16.000    | Мађарска   | 1:4      |
| 15.06.1913 | 10.000    | Италија    | 2:0      |
| 03.05.1914 | 22.000    | Мађарска   | 2:0      |
| 08.11.1914 | 6.000     | Мађарска   | 1:2      |
| 30.05.1915 | 8.000     | Мађарска   | 1:2      |
| 03.10.1915 | 1.200     | Мађарска   | 4:2      |
| 06.05.1917 | 6.000     | Мађарска   | 1:1      |
| 15.07.1917 | 14.000    | Мађарска   | 1:4      |
| 04.11.1917 | 12.000    | Мађарска   | 1:2      |
| 09.05.1918 | 15.000    | Швајцарска | 5:1      |
| 02.06.1918 | 25.000    | Мађарска   | 0:2      |
| 06.10.1918 | 15.000    | Мађарска   | 0:3      |
| 05.10.1919 | 25.000    | Мађарска   | 2:0      |
| 02.05.1920 | 20.000    | Мађарска   | 2:2      |